# Кістлер (Західна Вірджинія)
Кістлер (англ. Kistler) — переписна місцевість (CDP) в США, в окрузі Лоґан штату Західна Вірджинія. Населення — 420 осіб (2020).

## Географія
Кістлер розташований за координатами 37°45′47″ пн. ш. 81°51′5″ зх. д. / 37.76306° пн. ш. 81.85139° зх. д. (37.763054, -81.851339).  За даними Бюро перепису населення США в 2010 році переписна місцевість мала площу 3,87 км², з яких 3,85 км² — суходіл та 0,02 км² — водойми.

## Демографія
Згідно з переписом 2010 року, у переписній місцевості мешкало 528 осіб у 226 домогосподарствах у складі 150 родин. Густота населення становила 136 осіб/км².  Було 240 помешкань (62/км²).
Расовий склад населення:
| - 93,0 % — білих - 5,5 % — чорних або афроамериканців |

До двох чи більше рас належало 0,9 %. Частка іспаномовних становила 0,6 % від усіх жителів.
За віковим діапазоном населення розподілялося таким чином: 24,8 % — особи молодші 18 років, 62,3 % — особи у віці 18—64 років, 12,9 % — особи у віці 65 років та старші. Медіана віку мешканця становила 36,8 року. На 100 осіб жіночої статі у переписній місцевості припадало 87,2 чоловіків;  на 100 жінок у віці від 18 років та старших — 77,2 чоловіків також старших 18 років.
Середній дохід на одне домашнє господарство  становив 43 079 доларів США (медіана — 33 611), а середній дохід на одну сім'ю — 53 967 доларів (медіана — 51 806). За межею бідності перебувало 19,7 % осіб, у тому числі 32,3 % дітей у віці до 18 років та 15,1 % осіб у віці 65 років та старших.
Цивільне працевлаштоване населення становило 190 осіб. Основні галузі зайнятості: освіта, охорона здоров'я та соціальна допомога — 31,6 %, сільське господарство, лісництво, риболовля — 26,8 %, роздрібна торгівля — 24,7 %.